# Kugelrohr
Un kugelrohr ( alemán para "tubo esférico") es un aparato de destilación al vacío de corto recorrido se usa típicamente para destilar cantidades relativamente pequeñas de compuestos con altos puntos de ebullición (generalmente más de 300 °C) bajo presión muy reducida.

## Diseño
"Recorrido corto " se refiere a la corta distancia que deben viajar los vapores del destilado, lo que ayuda a reducir la pérdida y acelera la recolección del destilado.  La destilación al vacío se utiliza para evitar que el compuesto se carbonice debido al oxígeno atmosférico, así como para permitir que la destilación proceda a una temperatura más baja.
El aparato consiste en un calentador eléctrico con un termostato digital y dos o más bombillas conectadas con juntas de vidrio esmerilado .  El compuesto a destilar se coloca en el último bulbo.  Los otros bulbos pueden usarse para recolectar los destilados secuencialmente; Cuando están recolectando la fracción deseada, la bombilla se enfría con hielo para ayudar a la condensación.  Se utiliza un motor para rotar la cadena de bombillas para reducir los golpes y dar un calentamiento uniforme para una destilación eficiente. 

## Galería

Se puede usar un simple aparato de destilación al vacío de recorrido corto para la destilación bulbo a bulbo. 1: Olla fija con barra agitadora / gránulos antigolpes 2: Dedo frío - Condensador con superficie máxima para condensar la mayor parte del vapor. 3: Salida de agua de refrigeración 4: Entrada de agua de refrigeración 5: Adaptador de vacío 6: Frasco de recepción.

- Datos: Q899481